# Гражданская война в Доминиканской Республике
Доминиканская гражданская война (исп. Guerra Civil Dominicana) или Восстание конституционалистов шла с 24 апреля 1965 по 3 сентября 1965 года в Санто-Доминго, столице Доминиканской Республики. Она началась, когда сторонники бывшего президента Хуана Боша из числа военных и гражданских свергли действовавшего президента Дональда Рейда Кабраля. Переворот побудил генерала Элиаса Весина-и-Весина организовать вооружённые формирования, лояльные президенту Рейду («лоялисты»), и начать военную кампанию против повстанцев-«конституционалистов». Обвинения в иностранной поддержке повстанцев привели к вмешательству США в конфликт, который впоследствии трансформировался в оккупацию страны Организацией американских государств. В 1966 году состоялись выборы, по итогам которых Хоакин Балагер был избран президентом Доминиканской Республики. Позднее, но в том же году иностранные войска покинули страну.

## Предыстория

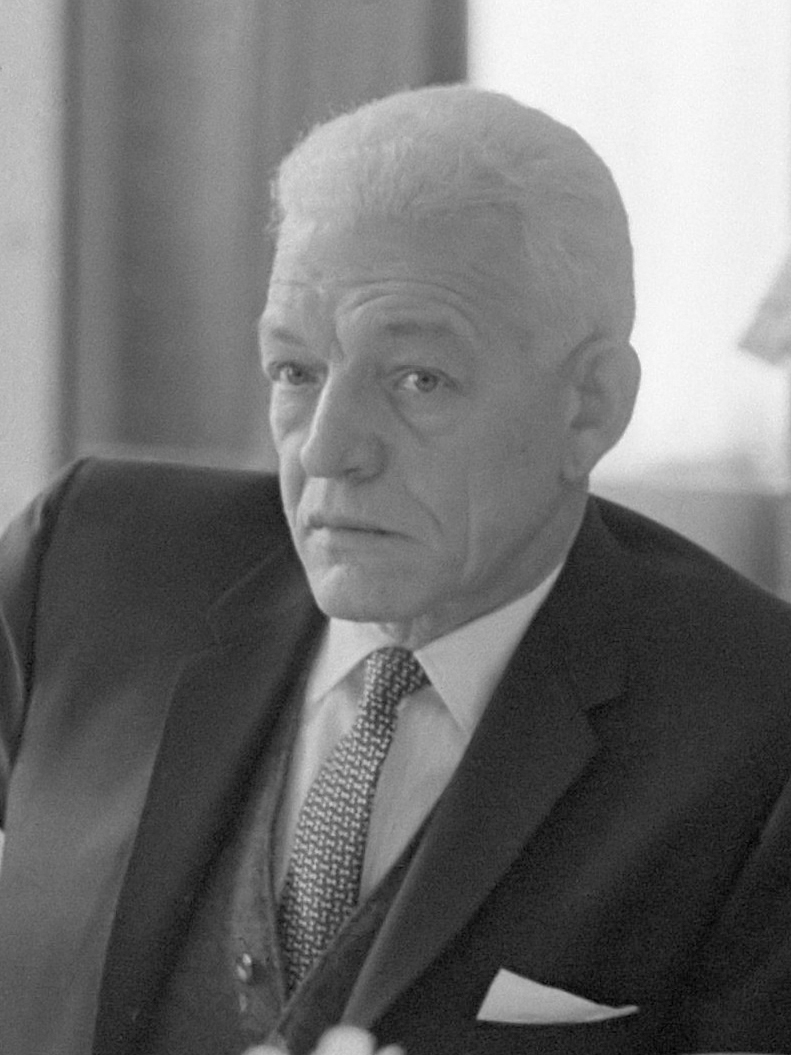
Войска конституционалистов пытались вернуть к власти свергнутого президента Хуана Эмилио Боша Гавиньо.

30 мая 1961 года многолетний доминиканский диктатор Трухильо был убит в результате покушения, его синий Chevrolet Bel Air 1957 года попал в засаду на дороге за пределами доминиканской столицы. Трухильо пал жертвой заговора группы лиц, в котором состояли, в частности, генерал Хуан Томас Диас, Антонио де ла Маса, Амадо Гарсиа Герреро и генерал Антонио Имберт Баррера.
Страна находилась под властью военной хунты до 1963 года, когда с помощью США были организованы демократические выборы. Хуан Эмилио Бош Гавиньо одержал победу на них и вступив в должность президента. Затем он попытался осуществить ряд социал-демократических реформ, что вызвало гнев духовенства, деловых магнатов и военных, которые запустили слухи, обвинявшие Боша в том, что он коммунист. 25 сентября 1963 года группа из 25 высокопоставленных военачальников во главе с Элиасом Весина-и-Весиной изгнала Боша из страны и назначила новым президентом Дональда Рейда Кабраля. Рейду не удалось заручиться поддержкой народа, и несколько фракций готовили переворот, такие как конституционалисты под руководством Боша, группа доминиканских военных под началом Пеньи Тавераса, сторонники бывшего лидера Доминиканской революционной партии Николаса Сильфы и заговорщики со стороны Хоакина Балагера.

## Гражданская война
24 апреля 1965 года три младших офицера попросили о встрече с президентом Дональдом Рейдом Кабралем. Тот отправил начальника штаба Ривьеру Куэсту для переговоров с офицерами в военный лагерь «16 августа». Последний был немедленно задержан. Затем группа военных из числа конституционалистов и сторонников Доминиканской революционной партии (ДРП) захватила здание Радио Санто-Доминго и начала призывать к восстанию, в то время как офицеры-конституционалисты раздавали оружие и бутылки с зажигательной смесью своим сторонникам из числа гражданских. Эти сообщения побудили гарнизон военного лагеря «27 февраля» и часть водолазов доминиканского флота дезертировать. Многие полицейские покинули свои посты и сменили свою форму на гражданскую одежду.
На следующий день Рейд назначил генерала Весена-и-Весену новым начальником штаба. Тот собрал правительственные войска, назвал их лоялистами и объявил о своих планах подавления мятежа. 
В 10:30 утра повстанцы взяли штурмом президентский дворец и арестовали Рейда. Несколько часов спустя четыре лоялистских самолёта «P-51 Mustang» провели воздушные бомбардировки Национального дворца и других позиций конституционалистов, один самолёт был сбит во время этой атаки. Единственный лоялистский корабль «Mella», стоявший на реке Осама, также обстрелял дворец. Опасаясь, что толпа, собравшаяся во дворце, линчует Рейда, командир повстанцев Франсиско Кааманьо позволил ему бежать, так как Рейд уже потерял поддержку лоялистов. Большинство руководства ДРП также бежало из столицы. Конституционалисты мобилизовали и вооружили в общей сложности 5000 гражданских лиц и 1500 военнослужащих. 26 апреля Хосе Рафаэль Молина Уренья был объявлен временным президентом. В то же время большие толпы людей стали собираться на улицах и требовать возвращения Боша.
Позже в тот же день 1500 лоялистов при поддержке бронетехники и танков, выступив с авиабазы Сан-Исидро, захватили мост Дуарте и заняли позиции на западном берегу реки Осама. Второй отряд, состоявший из 700 солдат, покинув Сан-Кристобаль, атаковал западные пригороды Санто-Доминго. Вессен-и-Вессен приказал своим бронетанковым частям пересечь мост Дуарте в центр Санто-Доминго. Однако танки быстро увязли в ожесточенном бою на узких улицах; вооруженные гражданские лица уничтожили их. Не имея возможности продвинуться вперед, лоялисты отступили к Сан-Исидро. Бои привели к сотням жертв.
Конституционалисты захватили штаб полиции в Форталеса-Осаме и взяли в плен 700 человек. 28 апреля вооружённые гражданские лица напали на полицейский участок в Вилье-Консуэло и казнили всех полицейских, которые выжили в первой стычке. 
29 апреля посол США в Доминиканской Республике Уильям Тэпли Беннетт, направлявший президенту США Линдону Джонсону многочисленные доклады, сообщил, что ситуация достигла угрожающих жизни граждан США масштабов и что повстанцы были коммунистами. Беннетт подчеркнул, что США должны действовать немедленно, так как создание международной коалиции потребует много времени. Вопреки предложениям своих советников, Джонсон санкционировал трансформацию эвакуационных операций в крупномасштабную военную интервенцию посредством операции «Power Pack», которая была направлена на предотвращение развития того, что он рассматривал как вторую Кубинскую революцию. Это была первая военная интервенция США в страну Латинской Америки более чем за 30 лет.

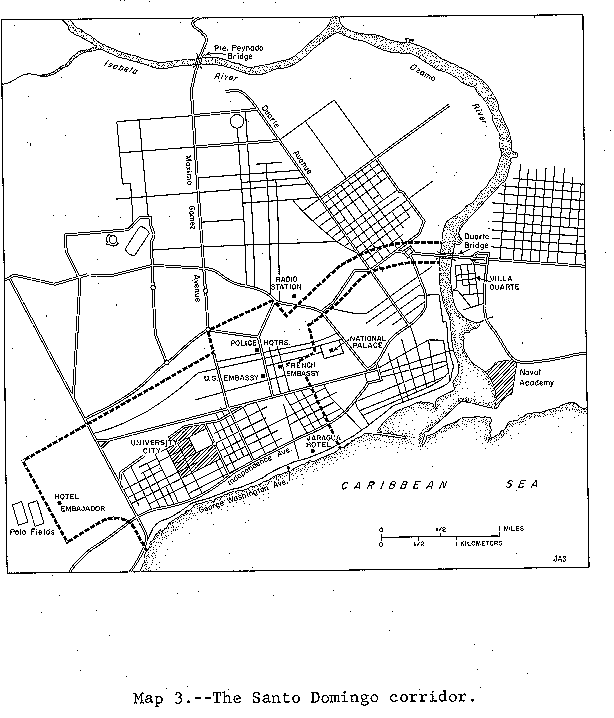
Карта Зоны международной безопасности.

В 2:16 ночи 30 апреля 1965 года 3-я бригада 82-й воздушно-десантной дивизии высадилась на авиабазе Сан-Исидро и дала старт военному вмешательству США в конфликт. В течение следующих двух часов были также отправлены две бригадные боевые группы и тяжёлая техника. На рассвете 1-й батальон 508-го пехотного полка двинулся вверх по шоссе Сан-Исидоро, заняв позицию к востоку от моста Дуарте. Дополнительные подразделения 82-й воздушно-десантной дивизии высадились и захватили весь восточный берег реки Озама. Позиции повстанцев за рекой были уничтожены 105-мм гаубицами. Американские солдаты пересекли мост и заняли территорию из шести кварталов на западной стороне моста Дуарте, но понесли потери от снайперского огня. 
Отряд из 1700 морских пехотинцев 6-го экспедиционного корпуса морской пехоты занял район, где находилось несколько иностранных посольств. Организация американских государств (ОАГ) объявила этот район зоной международной безопасности. Ранее в тот же день ОАГ также приняла резолюцию, призывающую воюющие стороны прекратить все боевые действия. 
В 16:30 представители лоялистов, повстанцев и американских военных подписали соглашение о прекращении огня, которое должно было вступить в силу в 23:45, что благоприятствовало деморализованным лоялистам, потерявшим контроль над центром Санто-Доминго.
4 мая 1965 года Национальный конгресс избрал Франсиско Кааманьо конституционным президентом Доминиканской Республики. 5 мая Комитет мира ОАГ прибыл в Санто-Доминго, и было подписано второе более обстоятельное соглашение о прекращении огня, которое положило конец основной фазе гражданской войны. В соответствии с Актом Санто-Доминго ОАГ было поручено осуществлять надзор за выполнением мирного соглашения, а также распределять продовольствие и медикаменты в столице. Договоры не смогли предотвратить некоторые инциденты, такие как мелкие перестрелки и действия снайперов. Днём позже члены ОАГ сформировали Межамериканские миротворческие силы (IAPF) с целью выполнения функций миротворческого формирования в Доминиканской Республике. Эти силы насчитывали 1748 бразильских, парагвайских, никарагуанских, коста-риканских, сальвадорских и гондурасских военнослужащих, а в их главе стоял бразильский генерал Уго Панаско Алвин, в то время как генерал армии США Брюс Палмер занимал должность его заместителя. 
7 мая генерал Антонио Имберт, национальный герой, в своё время участвовавший в убийстве диктатора Трухильо, был приведен к присяге в качестве президента лоялистского правительства национальной реконструкции. По состоянию на 8 мая американские силы на местах насчитывали 14 000 человек.
Конституционалисты использовали Радио Санто-Доминго, чтобы спровоцировать общенациональное восстание. Генерал Палмер предложил отправить американские войска для ликвидации северного сектора повстанцев и закрытия радиостанции, контролируемой повстанцами, в первую очередь, Радио Санто-Доминго, но Вашингтон заблокировал любые наступательные операции с участием американских войск. 
13 мая лоялисты начали воздушную атаку на Радио Санто-Доминго и его основные передающие станции. 15 мая войска лоялистов атаковали силы повстанцев в северной части столицы, нарушив перемирие. Силам генерала Имберта удалось ликвидировать очаги сопротивления конституционалистов за пределами Сьюдад-Нуэва и заставить замолчать Радио Санто-Доминго. В ходе боёв за президентский дворец погибло несколько видных военных руководителей конституционалистов. Войска США пытались удержать международную зону безопасности, но были обвинены в пособничестве обеими сторонами. 21 мая было заключено новое перемирие между воюющими сторонами. 
15 июня конституционалисты предприняли вторую и последнюю попытку расширить границы своей подконтрольной территории. В самой кровопролитной битве периода интервенции мятежники начали атаку на американские аванпосты, используя огневую мощь с применением гранат со слезоточивым газом, пулемётов 50-го калибра, 20-мм орудий, миномётов, гранатомётов, танков. 1-е батальоны 505-го и 508-го пехотных полков быстро перешли в наступление. Два дня боев стоили американцам пяти убитых и 31 раненого. Силы ОАГ, состоявшие из большого числа бразильцев и имевшие приказ оставаться на своих позициях, насчитали пятерых раненых в своих рядах. Конституционалисты заявили о 67 погибших и 165 раненых.

## Результаты
В связи с тем что ситуация зашла в тупик, лидеры двух доминиканских фракций начали серьезные переговоры по поиску приемлемого временного правительства до тех пор, пока не состоятся всеобщие выборы. 31 августа представители конституционалистов, президента Имберта и посреднической комиссии ОАГ подписали «Доминиканский акт примирения» и дополняющий его «Институционный акт». Временным президентом страны стал Эктор Федерико Гарсия Годой Касерас. 
Первые послевоенные выборы состоялись 1 июля 1966 года, на которых Хоакину Балагеру, кандидату от Реформистской партии, противостоял бывший президент Хуан Бош. Балагер одержал победу на выборах после того, как построил свою кампанию на обещаниях примирения. 21 сентября 1966 года с острова были выведены последние миротворцы ОАГ, что положило конец иностранному вмешательству в конфликт.